# Frank Biondi
Frank Biondi (New York, 9 gennaio 1945 – Los Angeles, 25 novembre 2019) è stato un dirigente d'azienda statunitense.

## Biografia
Nato a New York City da Frank Biondi Sr. e Virginia Willis è cresciuto a Livingston nel New Jersey. Ha ottenuto un Bachelor of Arts presso la Princeton University ed un Master in Business Administration presso la Harvard Business School. 
Nel 1974 ha sposato Carol Oughton dalla quale ha avuto due figlie Jane ed Anne.
Sua figlia Anne ha sposato nel 1999 il produttore cinematografico Robert Simonds.
Biondi è stato il presidente e amministratore delegato della Viacom dal 1987 al 1996. 
È stato presidente e amministratore delegato di Universal Studios dal 1996 al 1998.
Al 2011 Biondi era membro del consiglio di amministrazione di RealD, Amgen, Cablevisión, Hasbro e Seagate.